# Дедукција
Дедукција је поступак којим се из општег суда изводи неки други, посебни или појединачни суд. Овај појединачни суд логички нужно следи из општијег, али не мора бити и истинит.